# Frankie Edgar
Frank James Edgar (Toms River, 16 ottobre 1981) è un ex lottatore di arti marziali miste statunitense.
Ha combattuto nell'organizzazione statunitense UFC, nella quale è stato campione dei pesi leggeri tra il 2010 e il 2012; è stato anche un contendente al titolo dei pesi piuma nel 2013 e nel 2019. Nell'ultima parte della sua carriera ha combattuto nella categoria dei pesi gallo.
Ha fatto da allenatore nella diciannovesima stagione del reality show The Ultimate Fighter.

## Carriera nelle arti marziali miste
Edgar combatté il suo primo incontro nelle MMA dopo poche settimane di allenamenti specifici oltre al suo background nel wrestling. Inizialmente si allenò con Rob Guarino del Rhino Fight Team, ma oggi si allena con il Gracie team sotto Ricardo Almeida a Hamilton, New Jersey.

### Ultimate Fighting Championship
Edgar mise insieme un record di 5-0 prima dei provini per la quinta stagione del reality The Ultimate Fighter. Edgar fece il provino di fronte a Dana White e Joe Silva ma non fu scelto per partecipare allo show. Ad ogni modo, qualche mese dopo, l'UFC contattò Edgar per un match contro l'imbattuto Tyson Griffin a UFC 67. Durante il match, Griffin intrappolò Frankie con una leva al ginocchio verso la fine dell'incontro ma Egdar rifiutò di cedere, vincendo alla fine per decisione unanime. Il combattimento è stato frequentemente ritrasmesso durante il programma UFC Unleashed.
Nell'incontro seguente Edgar mise a segno un KO al primo round contro Mark Bocek a UFC 73. Il suo debutto nella card principale di uno show avvenne a UFC 78 dove batté il veterano Spencer Fisher per decisione unanime.
Edgar patì la prima sconfitta a UFC Fight Night 13 contro Gray Maynard. Questo combattimento segnò il primo scontro della loro serie. Maynard usò la sua stazza e le sue abilità nel wrestling per superare Edgar per decisione unanime. Frankie si rifece della sconfitta ad un altro Fight of the Night vindedo contro Hermes França a UFC: Silva vs. Irvin. In seguito superò l'ex campione dei pesi leggeri UFC Sean Sherk, dominandolo per tre round e giungendo a una vittoria unanime contro un fighter più forte e pesante.
In seguito Edgar avrebbe dovuto affrontare Kurt Pellegrino il 5 dicembre 2009 nella finale della decima edizione di The Ultimate Fighter ma Pellegrino fu costretto a rinunciare al match a causa di un infortunio, venendo sostituito da Matt Veach. Dopo essere rimasto sulla difensiva per tutto il primo round, Edgar divenne più aggressivo nel secondo round, mettendolo KO con diretto destro e finendolo con una rear naked choke al minuto 2.22 del secondo round.

#### Campione dei Pesi Leggeri UFC
Ad UFC 112 Edgar sfidò il campione dei pesi leggeri B.J. Penn. Malgrado alla vigilia non godesse dei favori del pronostico, Frankie resistette per tutto il lungo combattimento che si svolse per la maggior parte in piedi, arrivando alla decisione finale dei giudici dopo il quinto round che gli assegnarono una vittoria unanime (50-45, 49-46 e 48-47), facendo di lui il nuovo UFC Lightweight Champion. Il 24 giugno 2010, ESPN annunciò che Edgar aveva ricevuto una nomination come "Sorpresa dell'anno" negli ESPY awards del 2010.
La prima difesa del titolo fu un rematch col precedente campione B.J. Penn a UFC 118, il 28 agosto 2010. Edgar sconfisse lo sfidante nuovamente per decisione unanime conservando il titolo, dopo aver portato a terra Penn diverse volte colpendolo col suo striking per tutti i cinque round. Tutti i tre giudici assegnarono un punteggio di 50-45 in favore di Edgar, facendo di lui il secondo fighter a sconfiggere l'hawaiano per due volte, dopo Georges St-Pierre.
La difesa seguente fu contro Gray Maynard, cui Edgar doveva l'unica sconfitta in carriera. Maynard si era guadagnato la title shot dopo la vittoria in un number one contender match contro Kenny Florian. Il combattimento ebbe luogo il primo gennaio 2011 a UFC 125 e terminò con un pareggio (punteggio dei giudici: (48-46 Maynard, 48-46 Edgar, 47-47). Il suo combattimento con Maynard fu il terzo match titolato nella storia dell'UFC a terminare con un pareggio, e venne premiato Fight of the Year ai Fighters Only World MMA Awards del 2011.
Durante la conferenza stampa post-combattimento di UFC 125, fu annunciato che l'avversario successivo del campione in carica sarebbe stato Anthony Pettis in un match di unificazione delle cinture. Meno di due ore dopo però, il presidente UFC Dana White annunciò un cambiamento di programma. Edgar era stato inserito in un nuovo match con Maynard, il terzo, ad UFC 130. Il 9 maggio 2011, White confermò che sia Edgar che Maynard avevano riportato degli infortuni nel loro ultimo match e il loro match fu spostato a UFC 136. Durante l'evento, Edgar riuscì finalmente a mettere KO il suo avversario al minuto 3.54 del quarto round conservando il titolo e vincendo il premio per il Knockout of the Night.
Dopo ben tre difese del titolo dei pesi leggeri Edgar viene privato della cintura dall'ex campione WEC Ben Henderson in una combattuta gara svoltasi a Saitama nel febbraio 2012: nonostante il punteggio unanime dei giudici di gara, dei quali ben due hanno dato 4 round vinti ad Henderson, Edgar ha messo in dubbio il risultato ed ha preteso una rivincita immediata.
Viene così punita per la prima volta la paziente tecnica di combattimento di Edgar, definita dai detrattori point-fight in virtù dell'apparente tendenza del lottatore del New Jersey a voler vincere di scherma ai punti piuttosto che rischiare il colpo da KO o la sottomissione, tendenza sottolineata ulteriormente dal curioso record di lottatore con la più lunga durata media degli incontri.
Si decise per un rematch nell'agosto dello stesso anno, formula quella della rivincita alla quale Edgar era ben abituato: questa volta Edgar perse ancora, ancora una volta ai punti e con un margine ancora più piccolo, in quanto un giudice assegnò la vittoria a lui per 49-46 e gli altri due giudici diedero tre round su cinque a Ben Henderson.

#### Passaggio ai Pesi Piuma
Dopo la duplice sconfitta decide di scendere nella categoria dei pesi piuma, dove grazie all'infortunio capitato allo sfidante Erik Koch ha subito la possibilità di affrontare il campione José Aldo per il titolo; l'incontro doveva tenersi ad ottobre con l'evento UFC 153 in Brasile, ma un mese prima Aldo si infortunò al piede e il match saltò.
Edgar affrontò José Aldo nel febbraio 2013 in un evento tenutosi negli Stati Uniti: Edgar diede filo da torcere al fuoriclasse brasiliano, e alla fine in un match comunque equilibratissimo venne decisa la vittoria di Aldo per decisione unanime; Edgar fu così fautore dell'infausto record in UFC di tre sconfitte consecutive tutte in match validi per una cintura.
Il lottatore del New Jersey torna alla vittoria quasi due anni dopo dall'ultimo successo in un match contro il brasiliano Charles Oliveira.
Nel 2014 venne scelto come allenatore per la 19ᵃ stagione del reality show The Ultimate Fighter opposto a B.J. Penn, e in luglio sfidò l'ex duplice campione UFC per la terza volta, sconfiggendolo nuovamente per KO tecnico.
In novembre si impose anche sul contendente numero 2 Cub Swanson, il quale era ad un passo da un rematch contro José Aldo, ed ottenne il premio Performance of the Night.
Ad aprile del 2015 affrontò, in uno spettacolare "superfight", l'ex campione dei pesi piuma WEC Urijah Faber. La categoria di peso in cui dovevano affrontarsi i due atleti rimase inizialmente indecisa tra i pesi gallo, piuma o addirittura un catchweight match; infine venne scelta la seconda categoria. Dopo uno spettacolare incontro durato ben cinque round, Edgar vinse per decisione unanime.
A dicembre dovette affrontare Chad Mendes all'evento finale del reality show The Ultimate Fighter 22. Dopo solo 2 minuti dall'inizio dell'incontro, Edgar mise a segno un devastante gancio sinistro che lo portò a trionfare per KO. Con questa vittoria ottenne per la seconda volta il premio Performance of the Night.
Il 9 luglio del 2016 affrontò José Aldo all'evento UFC 200, per il titolo ad interim dei pesi piuma UFC. Edgar venne sconfitto per decisione unanime.
Il 12 novembre affrontò e sconfisse Jeremy Stephens per decisione unanime all'evento UFC 205; successivamente, il 13 maggio 2017, si impone anche su Yair Rodriguez. 
Il 3 marzo 2018 viene sconfitto da Brian Ortega, ma il 21 aprile successivo torna alla vittoria contro Cub Swanson; il 27 luglio 2019 tenta l'assalto al titolo dei pesi piuma per la seconda volta in carriera, ma il campione Max Holloway riesce a imporsi per decisione unanime.

## Risultati nelle arti marziali miste
| Risultato | Record  | Avversario             | Metodo                           | Evento                                                    | Data             | Round | Tempo | Luogo                      | Note                                              |
| --------- | ------- | ---------------------- | -------------------------------- | --------------------------------------------------------- | ---------------- | ----- | ----- | -------------------------- | ------------------------------------------------- |
| Sconfitta | 24-11-1 | Chris Gutierrez        | KO (ginocchiata)                 | UFC 281: Adesanya vs. Pereira                             | 12 novembre 2022 | 1     | 2:01  | New York, Stati Uniti      |                                                   |
| Sconfitta | 24–10–1 | Marlon Vera            | KO (front kick)                  | UFC 268: Usman vs. Covington 2                            | 6 novembre 2021  | 3     | 3:50  | New York City, Stati Uniti |                                                   |
| Sconfitta | 24-9-1  | Cory Sandhagen         | KO (ginocchiata saltata)         | UFC Fight Night: Overeem vs. Volkov                       | 6 febbraio 2021  | 1     | 0:28  | Las Vegas, Stati Uniti     |                                                   |
| Vittoria  | 24-8-1  | Pedro Munhoz           | Decisione (non unanime)          | UFC on ESPN: Munhoz vs. Edgar                             | 22 agosto 2020   | 5     | 5:00  | Las Vegas, Stati Uniti     | Debutto nei pesi gallo. Fight of the Night        |
| Sconfitta | 23-8-1  | Chan-sung Jung         | KO tecnico (pugni)               | UFC Fight Night: Edgar vs. Korean Zombie                  | 21 dicembre 2019 | 1     | 3:18  | Busan, Corea del Sud       |                                                   |
| Sconfitta | 23-7-1  | Max Holloway           | Decisione (unanime)              | UFC 240: Holloway vs. Edgar                               | 27 luglio 2019   | 3     | 5:00  | Edmonton, Canada           | Per il titolo dei pesi piuma UFC                  |
| Vittoria  | 23-6-1  | Cub Swanson            | Decisione (unanime)              | UFC Fight Night: Barboza vs. Lee                          | 21 aprile 2018   | 3     | 5:00  | Atlantic City, Stati Uniti |                                                   |
| Sconfitta | 22-6-1  | Brian Ortega           | KO (pugni)                       | UFC 222: Cyborg vs. Kunitskaya                            | 3 marzo 2018     | 1     | 4:44  | Las Vegas, Stati Uniti     |                                                   |
| Vittoria  | 22-5-1  | Yair Rodríguez         | KO Tecnico (stop medico)         | UFC 211: Miocic vs. Dos Santos 2                          | 13 maggio 2017   | 2     | 5:00  | Dallas, Stati Uniti        |                                                   |
| Vittoria  | 21-5-1  | Jeremy Stephens        | Decisione (unanime)              | UFC 205: Alvarez vs. McGregor                             | 12 novembre 2016 | 3     | 5:00  | New York, Stati Uniti      |                                                   |
| Sconfitta | 20-5-1  | José Aldo              | Decisione (unanime)              | UFC 200: Tate vs. Nunes                                   | 9 luglio 2016    | 5     | 5:00  | Las Vegas, Stati Uniti     | Per il titolo dei Pesi Piuma UFC ad interim       |
| Vittoria  | 20-4-1  | Chad Mendes            | KO (pugni)                       | The Ultimate Fighter: Team McGregor vs. Team Faber Finale | 11 dicembre 2015 | 1     | 2:28  | Las Vegas, Stati Uniti     | Performance of the Night                          |
| Vittoria  | 19-4-1  | Urijah Faber           | Decisione (unanime)              | UFC Fight Night: Edgar vs. Faber                          | 15 maggio 2015   | 5     | 5:00  | Pasay, Filippine           |                                                   |
| Vittoria  | 18-4-1  | Cub Swanson            | Sottomissione (neck crank)       | UFC Fight Night: Edgar vs. Swanson                        | 22 novembre 2014 | 5     | 4:56  | Austin, Stati Uniti        |                                                   |
| Vittoria  | 17-4-1  | B.J. Penn              | KO Tecnico (colpi)               | The Ultimate Fighter 19 Finale: Edgar vs. Penn            | 6 luglio 2014    | 3     | 4:16  | Las Vegas, Stati Uniti     |                                                   |
| Vittoria  | 16-4-1  | Charles Oliveira       | Decisione (unanime)              | UFC 162: Silva vs. Weidman                                | 6 luglio 2013    | 3     | 5:00  | Las Vegas, Stati Uniti     |                                                   |
| Sconfitta | 15-4-1  | José Aldo              | Decisione (unanime)              | UFC 156: Aldo vs. Edgar                                   | 2 febbraio 2013  | 5     | 5:00  | Las Vegas, Stati Uniti     | Per il titolo dei Pesi Piuma UFC                  |
| Sconfitta | 15-3-1  | Ben Henderson          | Decisione (non unanime)          | UFC 150: Henderson vs. Edgar II                           | 11 agosto 2012   | 5     | 5:00  | Denver, Stati Uniti        | Per il titolo dei Pesi Leggeri UFC                |
| Sconfitta | 15-2-1  | Ben Henderson          | Decisione (unanime)              | UFC 144: Edgar vs. Henderson                              | 26 febbraio 2012 | 5     | 5:00  | Saitama, Giappone          | Perde il titolo dei Pesi Leggeri UFC              |
| Vittoria  | 15–1–1  | Gray Maynard           | KO (pugni)                       | UFC 136: Edgar vs. Maynard III                            | 8 ottobre 2011   | 4     | 3:54  | Houston, Stati Uniti       | Difende il titolo dei Pesi Leggeri UFC            |
| Parità    | 14–1–1  | Gray Maynard           | Parità                           | UFC 125: Resolution                                       | 1º gennaio 2011  | 5     | 5:00  | Las Vegas, Stati Uniti     | Difende il titolo dei Pesi Leggeri UFC            |
| Vittoria  | 14–1    | B.J. Penn              | Decisione (unanime)              | UFC 118: Edgar vs. Penn 2                                 | 28 agosto 2010   | 5     | 5:00  | Boston, Stati Uniti        | Difende il titolo dei Pesi Leggeri UFC            |
| Vittoria  | 13–1    | B.J. Penn              | Decisione (unanime)              | UFC 112: Invincible                                       | 10 aprile 2010   | 5     | 5:00  | Abu Dhabi, EAU             | Vince il titolo dei Pesi Leggeri UFC              |
| Vittoria  | 12-1    | Matt Veach             | Sottomissione (rear naked choke) | The Ultimate Fighter: Heavyweights Finale                 | 5 dicembre 2009  | 2     | 2:22  | Las Vegas, Stati Uniti     |                                                   |
| Vittoria  | 11-1    | Sean Sherk             | Decisione (unanime)              | UFC 98: Evans vs. Machida                                 | 23 maggio 2009   | 3     | 5:00  | Las Vegas, Stati Uniti     |                                                   |
| Vittoria  | 10-1    | Hermes França          | Decisione (unanime)              | UFC: Silva vs Irvin                                       | 19 luglio 2008   | 3     | 5:00  | Las Vegas, Stati Uniti     |                                                   |
| Sconfitta | 9-1     | Gray Maynard           | Decisione (unanime)              | UFC Fight Night: Florian vs. Lauzon                       | 2 aprile 2008    | 3     | 5:00  | Broomfield, Stati Uniti    |                                                   |
| Vittoria  | 9-0     | Spencer Fisher         | Decisione (unanime)              | UFC 78: Validation                                        | 17 novembre 2007 | 3     | 5:00  | Newark, Stati Uniti        |                                                   |
| Vittoria  | 8-0     | Mark Bocek             | KO Tecnico (pugni)               | UFC 73: Stacked                                           | 7 luglio 2007    | 1     | 4:55  | Sacramento, Stati Uniti    |                                                   |
| Vittoria  | 7-0     | Tyson Griffin          | Decisione (unanime)              | UFC 67: All or Nothing                                    | 3 febbraio 2007  | 3     | 5:00  | Las Vegas, Stati Uniti     | Debutto in UFC                                    |
| Vittoria  | 6-0     | Jim Miller             | Decisione (unanime)              | Reality Fighting 14                                       | 18 novembre 2006 | 3     | 5:00  | Atlantic City, Stati Uniti | Vince il titolo dei Pesi Leggeri Reality Fighting |
| Vittoria  | 5-0     | Deividas Taurosevičius | Decisione (unanime)              | RF 13: Battle at the Beach                                | 5 agosto 2006    | 3     | 5:00  | Wildwood, Stati Uniti      |                                                   |
| Vittoria  | 4-0     | Steve Macabe           | Sottomissione (ghigliottina)     | Ring of Combat 10                                         | 14 aprile 2006   | 1     | 2:37  | Atlantic City, Stati Uniti |                                                   |
| Vittoria  | 3-0     | Jay Isip               | Sottomissione (rear naked choke) | SportFighting 2                                           | 10 dicembre 2005 | 1     | 3:26  | Hoboken, Stati Uniti       |                                                   |
| Vittoria  | 2-0     | Mark Getto             | KO Tecnico (pugni)               | Ring of Combat 9                                          | 29 ottobre 2005  | 1     | 4:21  | Asbury Park, Stati Uniti   |                                                   |
| Vittoria  | 1-0     | Erick Uresk            | KO Tecnico (pugni)               | UCL: Underground Combat League                            | 10 luglio 2005   | 1     | 3:38  | The Bronx, Stati Uniti     |                                                   |